# Phyllonorycter acaciella
Phyllonorycter acaciella là một loài bướm đêm thuộc họ Gracillariidae. Nó được tìm thấy ở miền nam châu Âu, but not on bán đảo Iberia và bán đảo Balkan.
Ấu trùng ăn Ulmus glabra, Ulmus laevis và Ulmus minor. Chúng cuộn lá làm tổ. 